# Knema longepilosa
Espèce
Statut de conservation UICN

 VU  : Vulnérable
Knema longepilosa est une espèce de plantes du genre Knema de la famille des Myristicaceae.